# André Pereira Araújo
Andre Pereira Araujo (ur. 7 stycznia 1988 w Outeiro) – portugalski wioślarz.

## Osiągnięcia
- Mistrzostwa Juniorów – Brandenburg 2005 – czwórka podwójna – 18. miejsce[1].
- Mistrzostwa Juniorów – Amsterdam 2006 – dwójka podwójna – 21. miejsce[1].
- Mistrzostwa Świata U-23 – Glasgow 2007 – czwórka bez sternika wagi lekkiej – 13. miejsce[1].
- Mistrzostwa Świata U-23 – Račice 2009 – czwórka bez sternika wagi lekkiej – 2. miejsce[1].
- Mistrzostwa Świata – Poznań 2009 – czwórka bez sternika wagi lekkiej – 19. miejsce[1].
- Mistrzostwa Europy – Brześć 2009 – czwórka bez sternika wagi lekkiej – 12. miejsce[1].